# Saint-Étienne-du-Vigan
Saint-Étienne-du-Vigan é uma comuna francesa na região administrativa de Auvérnia-Ródano-Alpes, no departamento de Alto Loire. Estende-se por uma área de 9,17 km². Em 2010 a comuna tinha 104 habitantes (densidade: 11,3 hab./km²).